# Arhiepiscopia Tomisului

Arhiepiscopia Tomisului este o eparhie din cadrul Mitropoliei Munteniei și Dobrogei a Bisericii Ortodoxe Române, are în administrare Județul Constanța, sediul fiind în Municipiul Constanța și este condusă de arhiepiscopul Teodosie Petrescu.
Cu o tradiție bimilenară, presărată cu multe urcușuri și coborâșuri, Arhiepiscopia Tomisului este considerată astăzi cea mai veche organizare creștină de pe teritoriul Romaniei, fiind întemeiată însuși de apostolii lui Hristos, Andrei și Filip. Veniți să propovăduiască Evanghelia lui Hristos, aceștia au hirotonit ierarhi în principalele cetăți din Scythia Minor. Nu se știe cu exactitate câți episcopi au fost rânduiți în regiune de către Sfinții Apostoli, dar, la un anumit moment al istoriei, conducerea ierarhică a provinciei s-a unificat, istoricul Sozomen (sec. VI) amintind că Scythia Minor în întregime a intrat sub oblăduirea unui singur episcop care își avea reședința în metropola provinciei, Tomis.
Între secolele IV-VII regiunea dintre Dunăre și Mare a fost organizată ca Mitropolie, dar odată cu venirea stăpânirii otomane, administrația bisericească de la Tomis a fost suprimată. După revenirea Dobrogei la Patria-Mamă, sa reînceput activitatea religioasă, sub scaunul episcopal de la Galati, iar după reorganizarea BOR de după Primul Război Mondial, este reînființată Episcopia Constanței. Aceasta este din nou dizolvată de autoritățile comuniste, urmând ca, din 1990, Arhiepiscopia Tomisului să reprimească demnitatea de eparhie de sine stătătoare.

## Istoric
Episcopia Tomisului a fost prima episcopie înființată pe teritoriul de astăzi al țării noastre. Consultând tomuri despre începuturile creștinismului, aflăm că Sfântul Apostol Filip l-a însoțit pe Sfântul Apostol Andrei Minor, Dobrogea de astăzi, pentru a propovădui cuvântul lui Dumnezeu oamenilor de aici. Cel mai vechi izvor care îi menționează este Calendarul gotic. Potrivit istoricului H. Achelis, Calendarul gotic a fost alcătuit în Tracia, unde împăratul Teodosie I (379-395) le-a acordat azil goților refugiați din nordul Dunării, din calea hunilor, în anul 380. În acest Calendar au fost introduse sărbători specifice goților arieni, dar și sărbători ale creștinilor. Calendarul gotic a înscris printre zilele de sărbătoare specifice creștinilor din această zonă pe Sfântul Apostol Andrei și pe Sfântul Apostol Filip, ca propovăduitori ai Evangheliei în Scythia Minor, Dobrogea de astăzi. Faptele celor doi misionari se regăsesc și în alte documente mai târzii, precum Scrierea apocrifă a lui Abdias și Martirologiul lui Adon, ultimul alcătuit între anii 855-860. Nu se știe cu exactitate câți episcopi au fost rânduiți în Scythia de către Sfinții Apostoli, dar, la un anumit moment al istoriei, conducerea ierarhică a provinciei s-a unificat, istoricul Sozomen (sec. VI) amintind că Scythia Minor în întregime a intrat sub oblăduirea unui singur episcop care își avea reședința în metropola provinciei, Tomis. Se presupune că Episcopia Tomisului a fost înființată în secolul III. Primul ierarh dobrogean cunoscut după nume este episcopul Evanghelicus (în jurul anului 303). Tot istoricul Sozomen relatează întâlnirea din anul 369 dintre episcopul tomitan Bretanion și împăratul Valens – el amintește “un vechi obicei, care se păstrează și acum, ca un singur episcop să păstorească Bisericile întregului neam”.

### Mitropolia Tomisului
Din cercetările recente, s-a ajuns la concluzia că participarea Episcopului Gheronție la Sinodul II Ecumenic, în 381, a dus la înființarea Mitropoliei Scythiai, cu reședința la Tomis. Întrucât există tradiția ca în provincia romană Scythia sa existe un singur ierarh, pentru a putea înființa această Mitropolie, împăratul Teodosie cel Mare a trecut sub jurisdicția Tomisului, trei scaune arhierești din afara provinciei. Astfel, la sfârșitul secolului al IV-lea Mitropolia Scytiei se întinde pe malul Mării Negre, din Peninsula Crimeea, până in zona orașului Varna de astăzi, regăsită în documentele istorice și denumirea "Eparhia litoralului Marii Negre".
În anul 536 această eparhie a fost reorganizată, reducându-se semnificativ teritoriul în care se întindea și rămânând numai arealul aproximativ al Dobrogei de astăzi. În același timp au fost înființate 14 episcopii sufragane în importantele cetăți din provincia romană Scythia. În urma invaziei slavo-avare, structura administrativă a Mitropoliei s-a dezintegrat, scaunul de la Tomis fiind retrogradat la rangul de Arhiepiscopie Autocefală. După mai multe valuri de migratori care au destabilizat atât viață socială, cât și cea religioasă de la malul marii, și după o reactivare de scurtă durată a mitropoliei în secolul al X-lea, teritoriul va trăi 4 secole dub dominație otomană.
Alți episcopi ai Tomisului, notificați în scrierile vremii, au fost: Teotim I (consemnat în anul 392), Timotei, care a participat la Sinodul III Ecumenic (431), semnând ca ortodox actele conciliului, Ioan (înainte de 448), “unul dintre cei mai buni teologi ai timpului”, care a participat activ la disputele teologice ale vremii, Alexandru, care a participat la un sinod de la Constantinopol împotriva monofizismului (deși n-a participat la Sinodul IV Ecumenic din 451, a semnat totuși hotărârile ortodoxe ale acestuia), Teotim II (458), Paternus (518), ultimul episcop de Tomis cunoscut fiind Valentinian, care a purtat în 549 corespondență cu papa Romei.

### Reînființarea Episcopiei Constanței
În anul 1923 s-a creat Episcopia Constanței (Tomis), care cuprindea județele din sudul Dobrogei: Constanța, Ialomița, Durostor și Caliacra. În 1949 județul Tulcea a intrat și el sub jurisdicția Episcopiei Constanței.
Episcopi ai Constanței
- Ilarie Teodorescu (1923–1925)
- Gherontie Nicolau (1926–1942)
- Eugenie Laiu (1942–1944), locum tenens
- Chesarie Păunescu (1944–1950), a condus eparhia până în anul 1973

În anul 1950, Episcopia Constanței a fost desființată, iar teritoriul acesteia a revenit Episcopiei Dunării de Jos. Gherasim Cristea a fost instalat în calitatea de episcop-vicar al Dunării de Jos, pe 27 decembrie 1970, în Catedrala din Galați. Antim Nica este instalat la Galați ca episcop al Dunării de Jos la 19 august 1973.
În anul 1975, patriarhul Justinian Marina propune și Sfântul Sinod al Bisericii Ortodoxe Române aprobă ridicarea Episcopiei Dunării de Jos la rangul de Arhiepiscopie, cu titulatura Arhiepiscopia Tomisului și Dunării de Jos, care va avea reședința pentru arhiepiscop la Galați, iar cea pentru episcop-vicar la Constanța. Pe 9 noiembrie 1975, Epifanie Norocel a fost hirotonit arhiereu în Catedrala din Constanța, ocupând postul de vicar al acestei eparhii timp de șapte ani. Din 24 noiembrie 1985, Lucian Florea devine episcop-vicar al Arhiepiscopiei Tomisului și Dunării de Jos.
La 12 februarie 1990, Arhiepiscopia Tomisului și Arhiepiscopia Dunării de Jos a fost împărțită în Arhiepiscopia Tomisului și Arhiepiscopia Dunării de Jos. Arhiepiscopia Tomisului acoperea toată Dobrogea. Arhiepiscopul Lucian Florea a păstorit această eparhie până la pensionare, în anul 2001. În data de 8 aprilie 2001 a avut loc întronizarea arhiepiscopului Teodosie Petrescu la Catedrala Arhiepiscopală din Constanța. La 15 aprilie 2004 a fost înființată eparhia Tulcea pe teritoriul Dobrogei de Nord.